# Kisdobra
Kisdobra (szlovákul: Dobrá) község Szlovákiában, a Kassai kerület Tőketerebesi járásában.

## Fekvése
Királyhelmectől 6 km-re, délkeletre fekszik.

## Története
A község területén a 10. században ősmagyar település állt, melynek temetőjét feltárták. A mai falut írott forrásban 1320-ban „Duba” néven említik először. Története során több nemesi család birtoka volt. 1411-ben az Agárdi, 1417-ben a Perényi és más családoké. 1465-ben a Széchy, 1629-től a 19. századig a Sennyey család birtokolta. A 17. század közepén elnéptelenedett. 1715-ben 26 lakatlan és 6 lakott háza volt. 1787-ben 44 házában 280 lakos élt.
A 18. század végén Vályi András így ír róla: „DOBRA. Tót falu Zemplén Vármegyében, földes Ura Gróf Sennyei Uraság, lakosai katolikusok, és oroszok, fekszik Nagy Tárkányhoz, mellynek filiája nem meszsze, Lelesztöl fél mértföldnyire, határja olly tulajdonságú, mint Dámocznak, második Osztálybéli.”
1828-ban 57 háza és 424 lakosa volt, akik főként mezőgazdasággal foglalkoztak. A szájhagyomány szerint első fatemplomát Vereckére szállították, a mostanit 1750-ben építették. Anyakönyveit 1757-óta vezetik.
Fényes Elek 1851-ben kiadott geográfiai szótárában így ír a faluról: „Dobra, Zemplén v. magy.-orosz falu, Bélyhez közel: 11 romai, 362 g. kath., 21 zsidó lak. Gör. kath. paroch. templom. 507 hold szántóföld. F. u. b. Sennyei. Ut. p. Ujhely.”
Borovszky Samu monográfiasorozatának Zemplén vármegyét tárgyaló része szerint: „Kisdobra, a Bodrogközön fekszik. Magyar kisközség 97 házzal és 427 lakossal, kiknek nagyobb része gör. kath. vallású. Postája, távírója és vasúti megállóhelye Bély. Az Agárdiak birtoka, kik már 1411-ben földesurai voltak. 1417-ben Nagytárkányi Györgyöt és Perényi Miklóst egyes részeibe iktatják, 1465-ben pedig a Tárkányiakkal együtt Bacskai István is földesura. Utánuk a Széchi és a Tőke család merül fel, 1487-ben a Széchiek a maguk részét a Tárczaiaknak zálogosítják el. Ez időben a Bozinkai családnak is van itt része. 1510-ben Csaloviti Horváth Pétert iktatják egyes részeibe, azután a Vékeyek is birtokosai s 1570-ben Vékey Ferencz a maga részét unokájának, Palugyay Erzsébetnek hagyományozza. 1579-ben Palugyay Erzsébet révén férjét, Paczoth Ferenczet, 1584-ben a Kéri Járay családot és 1590-ben a Kaki Atyay családot iktatják birtokba. Az 1598-iki összeírás Paczoth Ferenczet, Tárkányi János özvegyét, Báhonyi Mártont és Doroszlay Györgyöt találja itt. 1629-ben már 'Sennyey Sándor szerepel, 1654-ben a Tárkányiak is kapnak itt új adományt s az ő részük is 1688-ban 'Sennyey III. Istvánnak jut, kinek utódai 1742-ben a Dőryek; de 1800-ban ismét a 'Sennyeyeké. Kívülök még a gróf Berényi, a Beőthy és a Szikszay családok az urai. Most báró 'Sennyey Bélának van itt nagyobb birtoka. Az idetartozó Kisfalud és Királyszög nevű dűlők nevei jelentőséggel látszanak bírni. A falubeli gör. kath. templom a XVIII. század végén épült.”
1920-ig Zemplén vármegye Bodrogközi járásához tartozott. 1938 és 1945 között újra Magyarország része.

## Népessége
| Év:            | 1994. | 2004.    | 2014.    | 2024.   |
| -------------- | ----- | -------- | -------- | ------- |
| Emberek száma: | 353   | 414      | 487      | 505     |
| Eltérés:       |       | +17,28 % | +17,63 % | +3,69 % |

| Év:            | 2023. | 2024.   |
| -------------- | ----- | ------- |
| Emberek száma: | 507   | 505     |
| Eltérés:       |       | -0,39 % |

1910-ben 488-an, túlnyomórészt magyarok lakták.
2001-ben 372 lakosából 317 magyar és 36 szlovák.
2011-ben 432 lakosából 336 magyar és 83 szlovák.

## Nevezetességei
- Görögkatolikus temploma 1750-ben épült.